# یواس‌اس اتاکاپا (ای‌تی‌اف-۱۴۹)
یواس‌اس اتاکاپا (ای‌تی‌اف-۱۴۹) (به انگلیسی: USS Atakapa (ATF-149)) یک کشتی بود که طول آن ۲۰۵ فوت ۰ اینچ (۶۲٫۴۸ متر) بود. این کشتی در سال ۱۹۴۴ ساخته شد.